# Leny Yoro
Leny Jean-Luc Yoro (* 13. listopadu 2005) je francouzský profesionální fotbalista, který hraje na pozici středního obránce za anglický klub Manchester United FC.

## Mládí
Yoro se narodil v Saint-Maurice ve Francii a první roky života strávil v Alfortville. Po svém otci je původem z Pobřeží slonoviny. V pěti letech začal hrát fotbal v Alfortville, kde zůstal jednu sezónu, než se s rodinou přestěhoval do oblasti Lille. Poté pokračoval v hraní fotbalu ve Villeneuve-d'Ascq, kde vyrůstal, a nakonec se v roce 2017 připojil k mládežnickému systému Lille.

## Klubová kariéra
Yoro debutoval v rezervním týmu Lille v roce 2022 a 10. ledna s klubem rychle podepsal svou první profesionální smlouvu. Svůj profesionální debut si odbyl při výhře 3:1 v Ligue 1 nad Nice 14. května 2022. Ve věku 16 let, šesti měsíců a jednoho dne se Yoro stal druhým nejmladším hráčem v historii Lille za Joëlem Henrym a před třetím Edenem Hazardem.
Dne 24. srpna 2023 vstřelil Yoro svůj první gól v klubu při vítězství 2:1 nad Rijekou v prvním utkání play-off Evropské Konferenční ligy 2023/24. O měsíc později, 16. září, vstřelil svůj první gól v Ligue 1 při venkovní remíze 2:2 proti Rennes.

## Reprezentační kariéra
Yoro je mládežnický reprezentant Francie.

## Statistiky

### Klubové
Platí k zápasu hranému 19. května 2024.
| Klub              | Sezóna            | Liga                   | Liga   | Liga | Národní pohár | Národní pohár | Kontinentální | Kontinentální | Celkově | Celkově |
| Klub              | Sezóna            | Soutěž                 | Zápasy | Góly | Zápasy        | Góly          | Zápasy        | Góly          | Zápasy  | Góly    |
| ----------------- | ----------------- | ---------------------- | ------ | ---- | ------------- | ------------- | ------------- | ------------- | ------- | ------- |
| Lille B           | 2021/22           | Championnat National 3 | 9      | 0    | —             | —             | —             | —             | 9       | 0       |
| Lille B           | 2022/23           | Championnat National 3 | 4      | 0    | —             | —             | —             | —             | 4       | 0       |
| Lille B           | Celkově           | Celkově                | 13     | 0    | —             | —             | —             | —             | 13      | 0       |
| Lille             | 2021/22           | Ligue 1                | 1      | 0    | 0             | 0             | 0             | 0             | 1       | 0       |
| Lille             | 2022/23           | Ligue 1                | 13     | 0    | 2             | 0             | —             | —             | 15      | 0       |
| Lille             | 2023/24           | Ligue 1                | 32     | 2    | 3             | 0             | 9             | 1             | 44      | 3       |
| Lille             | Celkově           | Celkově                | 46     | 2    | 5             | 0             | 9             | 1             | 60      | 3       |
| Manchester United | 2024/25           | Premier League         | 0      | 0    | 0             | 0             | 0             | 0             | 0       | 0       |
| Celkově v kariéře | Celkově v kariéře | Celkově v kariéře      | 59     | 2    | 5             | 0             | 9             | 1             | 73      | 3       |